# Tanaecia purpurea
Tanaecia purpurea är en fjärilsart som beskrevs av Hans Fruhstorfer 1913. Tanaecia purpurea ingår i släktet Tanaecia och familjen praktfjärilar. Inga underarter finns listade i Catalogue of Life.